# Teresa Titos Garzón
Teresa Titos Garzón (Granada, 4 de enero de 1852-ibidem, 14 de febrero de 1915) fue una religiosa y fundadora de la Congregación de Santo Domingo y de varios colegios en la provincia de Granada.

## Biografía
Teresa Titos Garzón nació el 4 de enero de 1852 en Granada (España).
Sus padres fueron Fernando Titos Gómez e Isidora Garzón Moral y gozaban de una buena posición social. Fue bautizada al día siguiente de su nacimiento con el nombre de Teresa Aquilina de la Santísima Trinidad en la parroquia de la Magdalena. Al morir su madre, sus hermanas mayores se casaron (ella era la pequeña de la familia) y ella se quedó a vivir con su padre ya que éste estaba muy enfermo.
A los 20 años, (1871) al morir su padre, Teresa entró en el Beaterio de Santo Domingo donde se hizo dominica. A los 31 años (1882) fue nombrada superiora y dedicó todas sus energías en enseñar la humildad y perseguir, si era posible, la máxima perfección.
Paseándose por las calles de Granada y, del barrio del Realejo en particular, descubrió la gran injusticia que sufrían las niñas y muchachas de dicha ciudad (en aquel tiempo solo los varones tenían derecho a ir a la escuela) y creó un colegio llamado Santo Domingo de Guzmán, en honor del fundador de la orden dominica, que tardó varios años en construirse (su construcción finalizó en 1907) donde todas las chicas recibieran una educación gratuita.
La Madre Teresa transmitió lo extraordinario de Dios en lo ordinario de la vida. Teresa murió el 14 de febrero de 1915. Sus últimas palabras fueron: “Dejadme morir en la cruz. Qué locos somos si no somos santos. Aprovechaos, hijas y no desperdiciéis el tiempo”.
Fue la fundadora de la Congregación de Santo Domingo, que continúa aún construyendo colegios en todo el mundo para los que no tienen una educación. Dejó escrito un ideario para marcar los objetivos morales y pedagógicos de sus colegios
El Ayuntamiento de Granada le ha dedicado una plaza en la ciudad.
La Congregación de Santo Domingo de Granada tiene cuatro colegios; dos en la capital, uno en Motril y otro en Ogíjares.